# Basilisk (Manga)
Basilisk (jap. バジリスク 〜甲賀忍法帖〜, Bashirisuku – Kōga Nimpōchō) ist ein fünfbändiger Manga von Masaki Segawa, der auf dem Roman Kōga Nimpōchō (jap. 甲賀忍法帖, dt. „Chronik der Kōga-Ninja“) von Futaro Yamada aus dem Jahr 1958 basiert. Erschien zwischen 2003 und 2004 und erhielt 2005 eine Umsetzung als Anime-Fernsehserie.
2015 erschien die Fortsetzung Ōka Nimpōchō: Basilisk Shinshō (桜花忍法帖 バジリスク新章) als Light Novel, die auch als Manga und Anime adaptiert wurde.

## Handlung
Am Anfang der Azuchi-Momoyama-Zeit Japans (im späten 16. Jahrhundert) sind zwei Ninja-Clans, Iga Tsubagakure und Kouga Manjidani, in einer erbitterten Blutfehde verwickelt, die schon über Jahrhunderte andauert. Die Kämpfe hören erst dann auf, als es Hattori Hanzō I. gelingt eine Waffenruhe durchzusetzen, indem er beide in den Dienst von Tokugawa Ieyasu stellt. Trotzdem bleiben die Feindseligkeiten zwischen Kouga und Iga bestehen.
Im Jahr 1614, als Ieyasu bereits von seinem Amt zurückgetreten ist und es an seinen Sohn Hidetada weitergegeben hat, kommt es zu einem Streit über dessen Nachfolger. Die verschiedenen Mitglieder der Regierung beginnen zu den zwei Enkelkindern Stellung zu beziehen und das Shōgunat droht in Stücke zu zerfallen.
Um dieses Problem zu lösen, bevor es außer Kontrolle gerät, befiehlt Ieyasu den Waffenstillstand zwischen Kouga und Iga aufzuheben. Jeder der beiden Clans soll zehn seiner besten Ninja ernennen, um sie an einem unbarmherzigen und blutigen Wettkampf auf Leben und Tod teilnehmen zu lassen. Die Clans repräsentieren dabei jeweils eines der beiden Enkelkinder. Die Iga sollen für den ältesten Enkel Takechiyo kämpfen, die Koga für den zweitgeborenen Kunichiyo. Dazu werden auf zwei Schriftrollen die jeweils zehn besten Kämpfer der beiden Clans geschrieben. Dem Clan, der überlebt, sollen 1000 Jahre Ruhm und Ehre zuteilwerden.
Aber nicht alle Betroffenen sind gewillt, aufgrund lang vergangener Auseinandersetzungen, wieder frisches Blut zu vergießen. Bevor dieser Konflikt erneut ausbricht, sind die beiden Anführer (Gennosuke und Oboro) bereits miteinander verlobt und hegten die Hoffnung, dass ihre Vereinigung auch die beiden Clans wieder zusammenbringen würde. Von dieser überraschenden Wendung in einem Konflikt, von dem sie kein Teil sein wollten, sind beide gezwungen sich zu entscheiden, ob sie die Person, die sie lieben, oder ihren gesamten Clan der Vernichtung preisgeben.

## Veröffentlichungen

### Basilisk – Kōga Nimpōchō
In Japan erschien der Manga erstmals vom Februar 2003 bis Juli 2004 im Magazin Young Magazine Uppers des Verlags Kodansha, später kamen die Kapitel in fünf Sammelbänden heraus.
In Deutschland wurde der Manga 2005 vom Heyne Verlag veröffentlicht. 2017 wurde der Manga in einer zwei Bände umfassenden Master Edition, vom Verlag Cross Cult neu veröffentlicht.

### Ōka Nimpōchō: Basilisk Shinshō
2015 erschien eine Fortsetzung als Romanreihe namens Ōka Nimpōchō: Basilisk Shinshō („Chronik der Ōka[= Kirschblüten]-Ninja: Ein neues Basilisk-Kapitel“). Diese wurde von Masaki Yamada geschrieben und durch das Imprint Kōdansha Taiga verlegt. Der erste Band erschien am 19. November 2015 und der zweite einen Monat später am 17. Dezember.

### Basilisk – Ōka Nimpōchō
Der Roman wird durch Tatsuya Shihira als Manga umgesetzt. Dieser erscheint seit dem 24. Juli 2017 (Ausgabe 34/2017) im Manga-Magazin Young Magazine. Bisher (Stand: Juni 2018) wurden die Kapitel in drei Sammelbänden zusammengefasst. Diese verkauften sich bis April 2018 mehr als 400.000-mal.

## Verfilmung

### Basilisk: Chronik der Koga-Ninja
Das Studio Gonzo animierte 2005 eine gleichnamige Anime-Serie mit 24 Episoden unter der Regie von Fuminori Kizaki. Bis auf kleine Detailveränderungen entspricht diese der Handlung des Mangas. Die Serie wurde in Japan auf Mie TV vom 13. April bis 21. September 2005 kurz nach Mitternacht (und damit am vorigen Fernsehtag) erstausgestrahlt, je eine halbe Stunde später auf TV Saitama und dann KBS Kyōto, sowie mit bis zu einer Woche Versatz auch auf TV Kanagawa, Chiba TV und AT-X.
Die Serie wurde auch in vielen anderen Ländern ausgestrahlt, wie in Deutschland auf Animax, Malaysia auf ntv7, Kanada auf Razer, den Vereinigten Staaten auf IFC und weiteren.
OVA Films hat sich die Lizenz für Deutschland gesichert und die Serie auf acht DVDs veröffentlicht. Ab 5. Juni 2007 wurde die Serie in Deutschland auf Animax ausgestrahlt. Das deutsche Synchronbuch wurde von Frank Preissler erstellt.

### Shinobi – Heart under Blade
Am 17. September 2005 wurde in Japan ein Spielfilm mit dem Titel Shinobi – Heart under Blade veröffentlicht, der in manchen Details von der Vorlage abweicht – so gibt es z. B. nur 5 Kämpfer pro Seite. Die Regie im Film führte Ten Shimoyama, das Drehbuch wurde von Ken’ya Hirata geschrieben. Die Hauptrollen spielen Joe Odagiri, der unter anderem in Mushishi als Ginko zu sehen ist, und Yukie Nakama, bekannt als Kumiko Yamaguchi aus Gokusen. In Deutschland und den USA wurde der Film 2007 auf DVD herausgegeben.

### Basilisk: The Ouka Ninja Scrolls
2018 wurde der Roman Ōka Nimpōchō: Basilisk Shinshō durch Seven Arcs Pictures als Anime-Serie umgesetzt. Regie führte Junji Nishimura, das Drehbuch stammt von Shunsuke Ōnishi und das Character Design stammt von Takao Maki. Die 24 Folgen wurden vom 9. Januar bis 19. Juni 2018 punkt Mitternacht (und damit am vorigen Fernsehtag) auf Tokyo MX, Sun TV, KBS Kyōto und BS11 ausgestrahlt, sowie je im Anschluss auch von AT-X und TV Kanagawa.
Die Serie wurden mit deutschen und englischen Untertiteln als Basilisk: The Ouka Ninja Scrolls durch Crunchyroll als Simulcast gestreamt.

### Synchronisation
| Basilisk: Chronik der Koga-Ninja | Basilisk: Chronik der Koga-Ninja | Basilisk: Chronik der Koga-Ninja | Basilisk: The Ouka Ninja Scrolls | Basilisk: The Ouka Ninja Scrolls |
| Rolle                            | japanischer Sprecher             | deutsche Sprecher                | Rolle                            | japanischer Sprecher             |
| -------------------------------- | -------------------------------- | -------------------------------- | -------------------------------- | -------------------------------- |
| Gennosuke Kouga                  | Kousuke Toriumi                  | Stefan Günther                   | Hachirō Kōga                     | Tasuku Hatanaka                  |
| Oboro Iga                        | Nana Mizuki                      | Gabrielle Pietermann             | Hibiki Iga                       | Inori Minase                     |
| Okoi Kisaragi                    | Haruka Kimuara                   | Caroline Combrinck               |                                  |                                  |
| Ogen                             | Hisako Kyouda                    | Inge Solbrig                     |                                  |                                  |
| Yashamaru                        | Naoki Yanagi                     | Benjamin Münchow                 |                                  |                                  |
| Saemon Kisaragi                  | Yoji Ueda                        | Andreas Borcherding              |                                  |                                  |
| Kagerou                          | Risa Hayamizu                    | Melanie Manstein                 |                                  |                                  |
| Jingorou Amayo                   | Uo Ken                           | Jörg Reitbacher-Stuttmann        |                                  |                                  |

### Musik
Für den Anime wurde ein eineinhalb minütiger Vorspann produziert bei dem Kōga Nimpōchō von Onmyōza als Titelmusik verwendet wurde. Für den Abspann wurden zwei verschiedene Varianten produziert. Dazu wurden die beiden Lieder Hime Murasaki (ヒメムラサキ) und WILD EYES aus der am 5. Mai 2005 veröffentlichten Single Wild Eyes von Nana Mizuki verwendet.

## Auszeichnungen
Der Manga wurde 2004 mit dem Kodansha-Manga-Preis in der Kategorie „Allgemeines“ ausgezeichnet.